# Мирс-Мемориал (мост)
Мирс-Мемориал — мост Аляскинской железной дороги, построенный в 1923 году. Мост перекинут через реку Танана в Ненане и имеет длину 210 метров.

## История
Полковник Фредерик Мирс, в честь которого был назван мост, был председателем и главным инженером Аляскинской инженерной комиссии и строителем железной дороги.
Мост был последним звеном железной дороги, поступившим в эксплуатацию в феврале 1923 года, через год после того, как была закончена остальная часть линии протяженностью 760 км. Аляскинская железная дорога наняла чикагскую фирму Ральфа Моджески, чтобы спроектировать мост, и American Bridge Company, чтобы изготовить и установить его. После завершения строительства этот 210-метровый мост стал самым длинным ферменным мостом в Соединенных Штатах.
Этот мост до сих пор является самым длинным мостом любого вида на Аляске. По состоянию на 1999 год это был третий по длине мост такого типа в Северной Америке.
Президент Уоррен Гардинг, став первым президентом, посетившим Аляску, отправился в штат, чтобы провести церемонию забивания последней сваи в железную дорогу 15 июля 1923 года. Это было одно из последних публичных выступлений Хардинга; президент умер 18 дней спустя во время своей поездки.

## Галерея

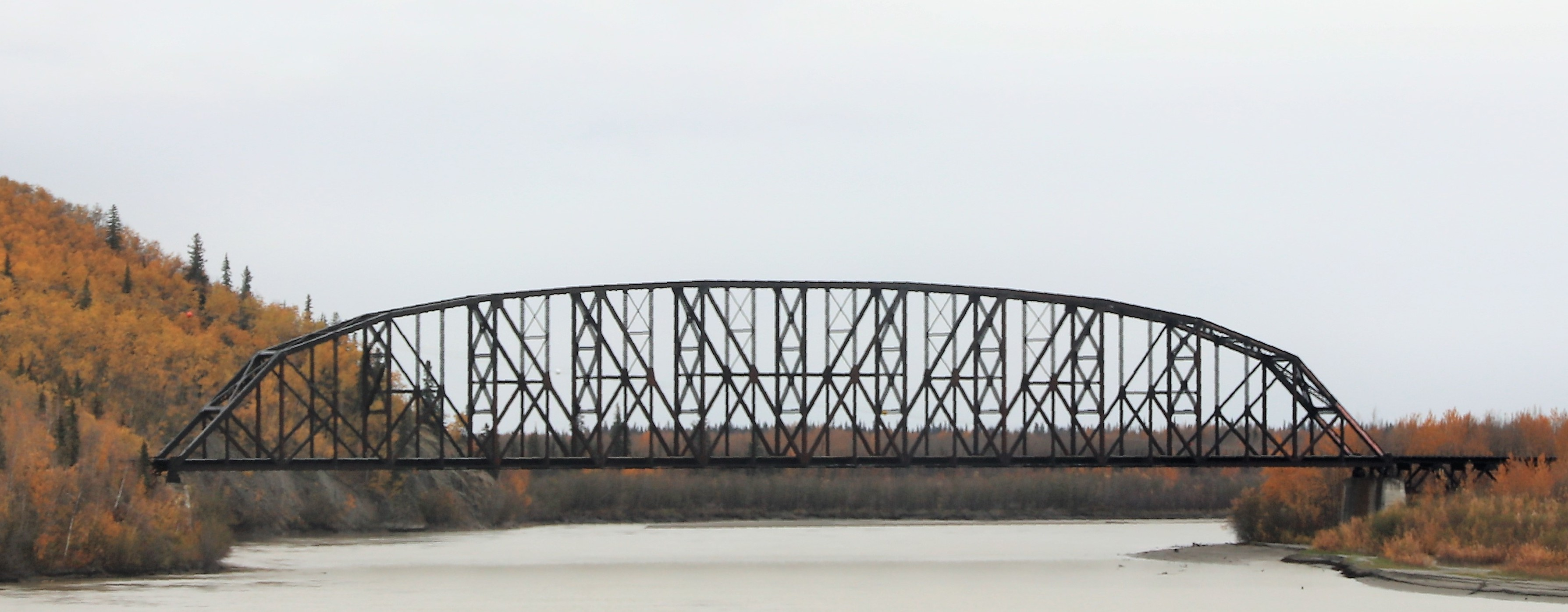
Мост в 2016 году
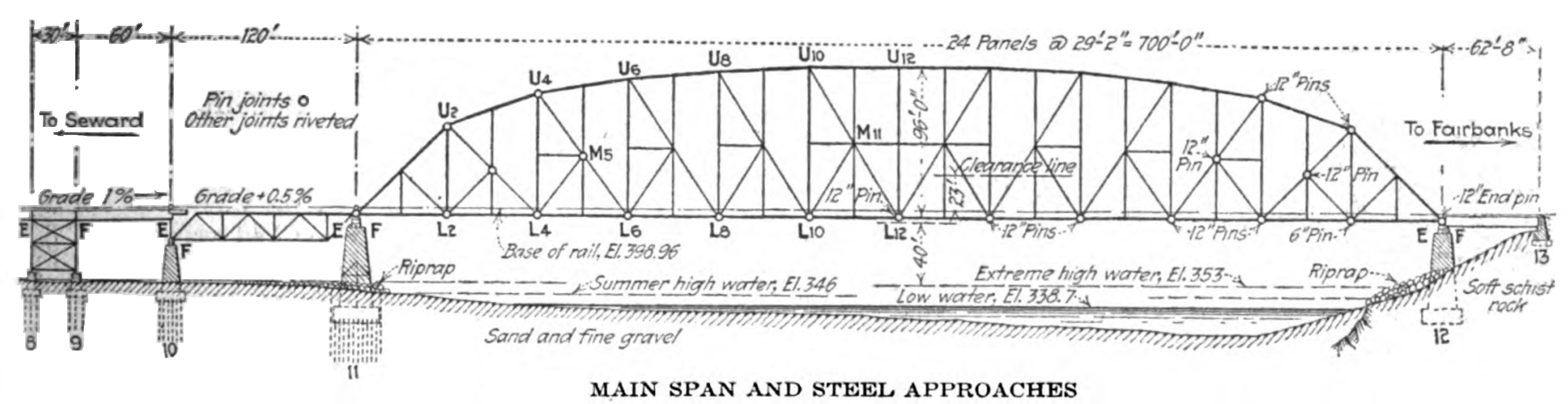
План моста 1923 года